# العلاقات المالديفية الفيتنامية
العلاقات المالديفية الفيتنامية هي العلاقات الثنائية التي تجمع بين المالديف وفيتنام.

## مقارنة بين البلدين
هذه مقارنة عامة ومرجعية للدولتين:
| وجه المقارنة                                              | المالديف       | فيتنام           |
| --------------------------------------------------------- | -------------- | ---------------- |
| المساحة (كم2)                                             | 298            | 331.69 ألف       |
| عدد السكان (نسمة)                                         | 436.33 ألف     | 94.66 مليون      |
| الكثافة السكانية (ن./كم²)                                 | 146.42 ألف     | 285.39           |
| العاصمة                                                   | ماليه          | هانوي            |
| اللغة الرسمية                                             | اللغة الديفهي  | اللغة الفيتنامية |
| العملة                                                    | روفيه مالديفية | دونغ فيتنامي     |
| الناتج المحلي الإجمالي (بليون دولار)                      | 4.60 مليار     | 234.19 مليار     |
| الناتج المحلي الإجمالي (تعادل القوة الشرائية) بليون دولار | 5.23 مليار     | 553.42 مليار     |
| الناتج المحلي الإجمالي الاسمي للفرد دولار أمريكي          | 8.39 ألف       | 2.48 ألف         |
| الناتج المحلي الإجمالي للفرد دولار أمريكي                 | 12.53 ألف      | 5.63 ألف         |
| مؤشر التنمية البشرية                                      | 0.706          | 0.666            |
| رمز المكالمات الدولي                                      | +960           | +84              |
| رمز الإنترنت                                              | .mv            | .vn              |
| المنطقة الزمنية                                           | ت ع م+05:00    | ت ع م+07:00      |

## منظمات دولية مشتركة
يشترك البلدان في عضوية مجموعة من المنظمات الدولية، منها:
| علم المنظمة | اسم المنظمة                        | تاريخ انضمام المالديف | تاريخ انضمام فيتنام |
| ----------- | ---------------------------------- | --------------------- | ------------------- |
|             | وكالة ضمان الاستثمار متعدد الأطراف | 19 مايو 2005          | 5 أكتوبر 1994       |
|             | منظمة الشرطة الجنائية الدولية      | ?                     | ?                   |
|             | منظمة حظر الأسلحة الكيميائية       | ?                     | ?                   |
|             | منظمة التجارة العالمية             | ?                     | 11 يناير 2007       |
|             | الأمم المتحدة                      | 21 سبتمبر 1965        | 20 سبتمبر 1977      |
|             | مؤسسة التمويل الدولية              | 2 فبراير 1983         | 4 أغسطس 1967        |
|             | يونسكو                             | 18 يوليو 1980         | 6 يوليو 1951        |
|             | مؤسسة التنمية الدولية              | 13 يناير 1978         | 24 سبتمبر 1960      |
|             | بنك التنمية الآسيوي                | 1978                  | 1966                |
|             | البنك الدولي للإنشاء والتعمير      | 13 يناير 1978         | 21 سبتمبر 1956      |
|             | الاتحاد البريدي العالمي            | ?                     | ?                   |
|             | الاتحاد الدولي للاتصالات           | 28 فبراير 1967        | 24 سبتمبر 1951      |

## وصلات خارجية
- موقع وزارة الخارجية المالديفية
- موقع وزارة الخارجية الفيتنامية